# Console de jogos eletrônicos
Console de jogo eletrônico (português brasileiro) ou consola de jogo eletrónico (português europeu) (também chamado no Brasil simplesmente de videogame ou console, e em Portugal de consola) é um microcomputador dedicado a executar jogos de vídeo (jogo eletrônico) de diversas naturezas ou, como são conhecidos, diversos gêneros, como jogos de tiro, jogos de ação, aventura e outros. O console executa um jogo de cada vez, mas que pode ser facilmente intercambiado de acordo com o desejo do usuário. Apreciadores de videojogos existem em ambos os sexos e todas as faixas etárias, de crianças a adultos.

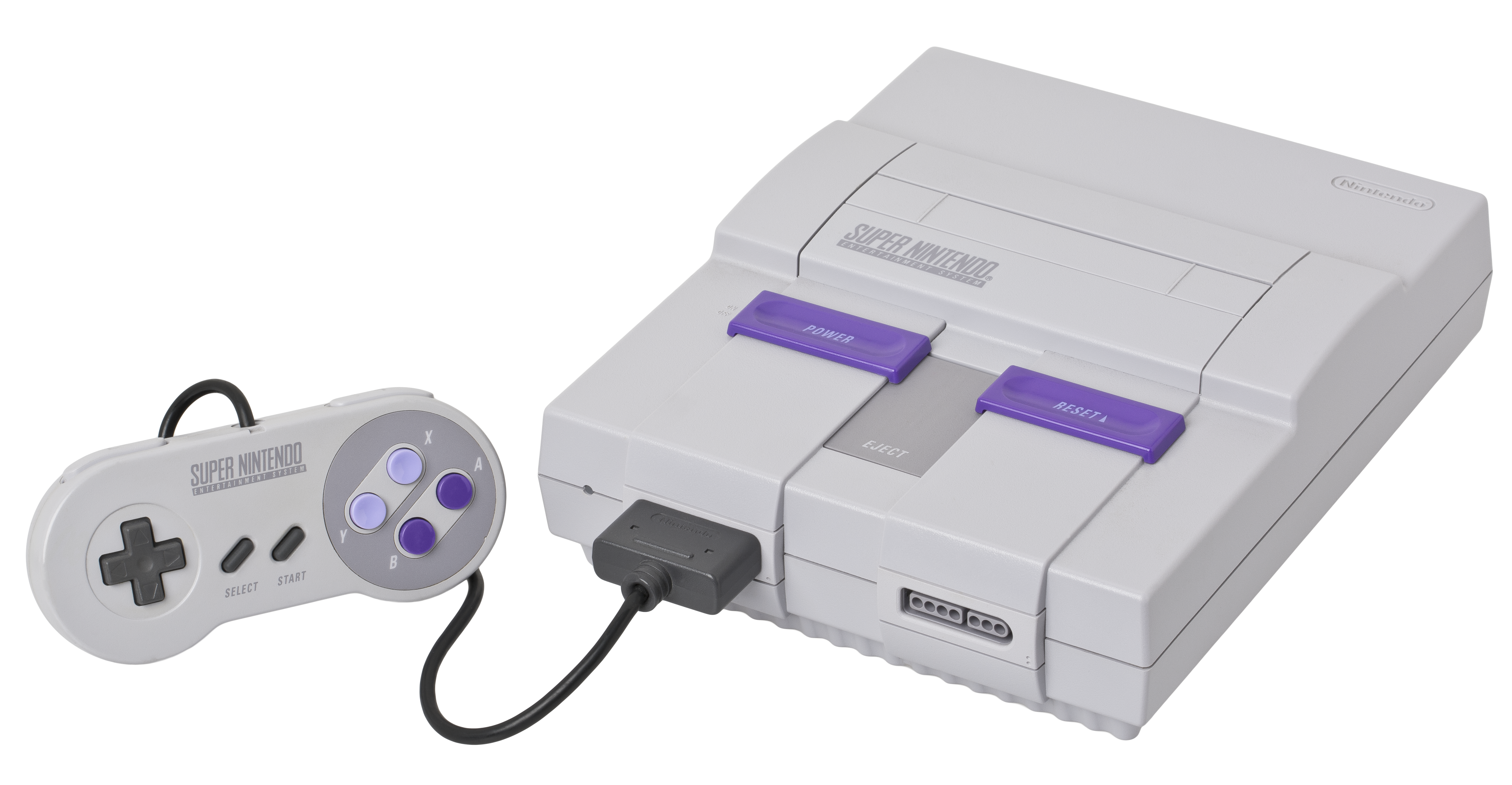
Super Nintendo, uma consola de jogos muito popular em sua época.

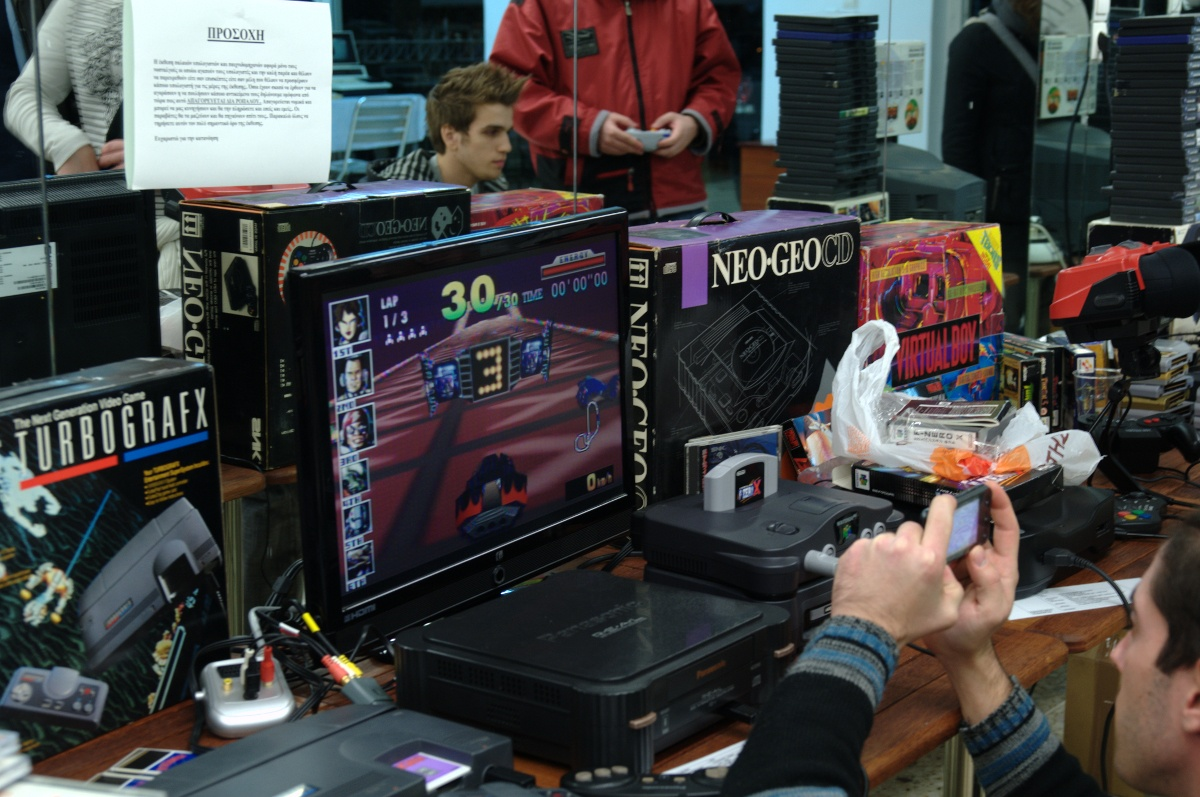
Coleção de vários consoles de videogame em uma exposição.

Vasta é a biblioteca de títulos e estilos de jogos a disposição dos jogadores, e podem estar gravados em disco de leitura óptica (CDs, DVDs, BDs ou mídia especializada, como no caso do PSP e GameCube), no próprio disco rígido da consola, em cartões de memória ou em cartuchos. Em tais jogos, é possível interagir através de comandos dados por meio de um controle (ou comando), usualmente chamado de joystick. Atualmente também é possível controlar um jogo através de comandos de voz e por gestos, assim como funções básicas do console, como selecionar um jogo da biblioteca, administrar o conteúdo de seu disco rígido, ajustar data e hora, etc. As informações dos jogos são processadas no interior do aparelho e disponibilizadas aos jogadores através de uma interface gráfica e sonora, apresentada em algum dispositivo de áudio e vídeo (televisão, monitor de vídeo, fones de ouvido, etc. por imagens e animação, fala, efeitos sonoros e música) e muitas vezes tátil, através de vibração do controle ou do fone de ouvido.

## História
O físico William Higinbotham, integrante da equipe do projeto Manhattan (produtores da primeira bomba atômica) é historicamente o inventor do videogame, em 1958 no laboratório de pesquisas nucleares estadunidense, mas este não patenteou o mesmo por achar um conceito muito elementar. Portanto oficialmente não é considerado seu criador.
William adaptou o programa de um osciloscópio que demonstrava a trajetória de uma bola em movimento onde os visitantes teriam de interagir com esta, sendo batizado de "Tenis para Dois" (ou Tennis Programming).
Em 1966, o engenheiro eletrônico alemão Ralph Baer, especialista em televisores e empregado da empresa Sanders Associates, pensou no conceito que implementasse novas funções para os televisores, criar um equipamento que processasse jogos eletrônicos por meio de sua veiculação na televisão, com poucos recursos financeiros. Mas a empresa teve um momento de crise e demissões em massa. Assim Ralph procurou novos investidores, então em agosto de 1972 fechou parceria com a empresa de eletrônicos Magnavox, que lança o primeiro aparelho de jogos elétricos doméstico (ou para televisores) da história, batizado de Odyssey, iniciando oficialmente a primeira geração de consoles (1972-1977).

## Fabricantes atuais
Os modelos de consoles de videojogo recebem popularmente a denominação de plataformas ou "sistemas", e cada modelo distinto será uma plataforma diferente.

### Nintendo
A Nintendo, tradicional e inovadora, começou nos arcades (fliperamas) e estreou em 1983 com o console de mesa NES. Em sequência desenvolveu o SNES, o Nintendo 64, o GameCube, o Wii, o Wii U e por último o Nintendo Switch.
Líder do mercado de portáteis com o Game Boy, em seguida Game Boy Color, Game Boy Advance e o console portátil mais vendido da história, o Nintendo DS, no início de 2011 lançou o seu novo portátil Nintendo 3DS, que traz um inovador sistema de jogos 3D.
Lançou o Wii com uma inovadora jogabilidade com o controle Wiimote, que fez com que ela voltasse a ser a líder do mercado. Na E3 2011 a Nintendo mostrou seu mais novo console, o Wii U, sucessor do Wii, lançado em 18 de Novembro de 2012. O poder gráfico do novo console é superior ao dos consoles de sétima geração. Em 2017, lançou o Nintendo Switch, o primeiro console híbrido da história.

### Sony

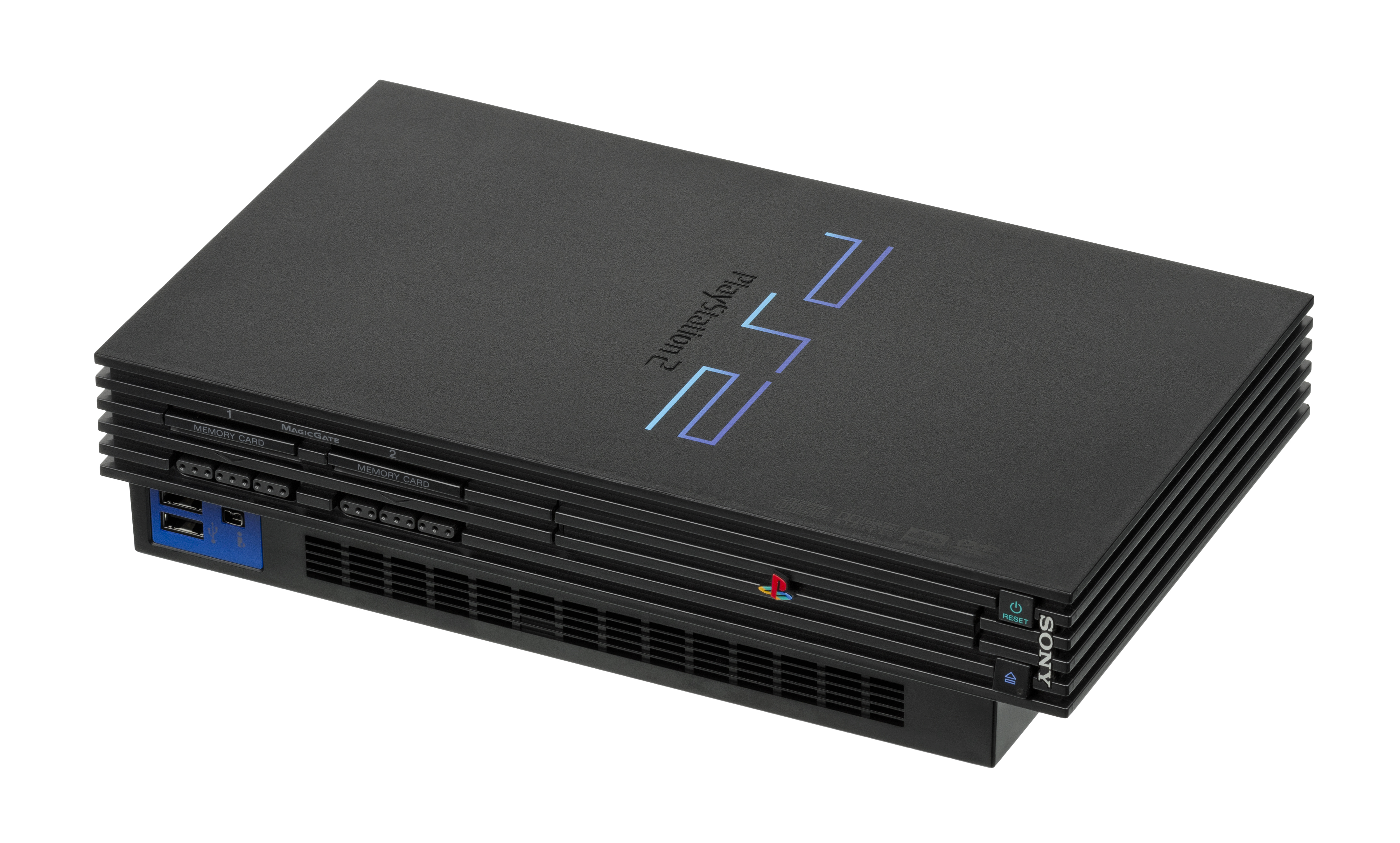
O PlayStation 2, produzido pela Sony, é considerado o console doméstico mais vendido de todos os tempos.

A Sony é líder do mercado de videojogos domésticos. Estreou em 1994 com o PlayStation, em 2000 lançou o console doméstico mais vendido da história, o PlayStation 2 e em 2006 lançou o PlayStation 3. Em 2005 lançou seu primeiro console portátil, o PSP, e no quarto trimestre de 2011 lançou o PlayStation Vita, continuação da sua linha de portáteis.
No início de 2013 anunciou o PlayStation 4, console da oitava geração, que foi lançado no dia 15 de Novembro de 2013 na América do Norte. Em 2020, lançou o console de nona geração Playstation 5.

### Microsoft
A Microsoft é uma empresa multibilionária de software e hardware. Estreou-se no mercado dos consoles de videogame em 2001 com o Xbox. Em 2005 deu início a sétima geração com o Xbox 360, e em 2013 lançou o seu console da oitava geração: Xbox One, lançado no dia 22 de Novembro de 2013. Em 2020, lançou a linha de consoles de nona geração Xbox Series X/S.

## Fabricantes Antigos

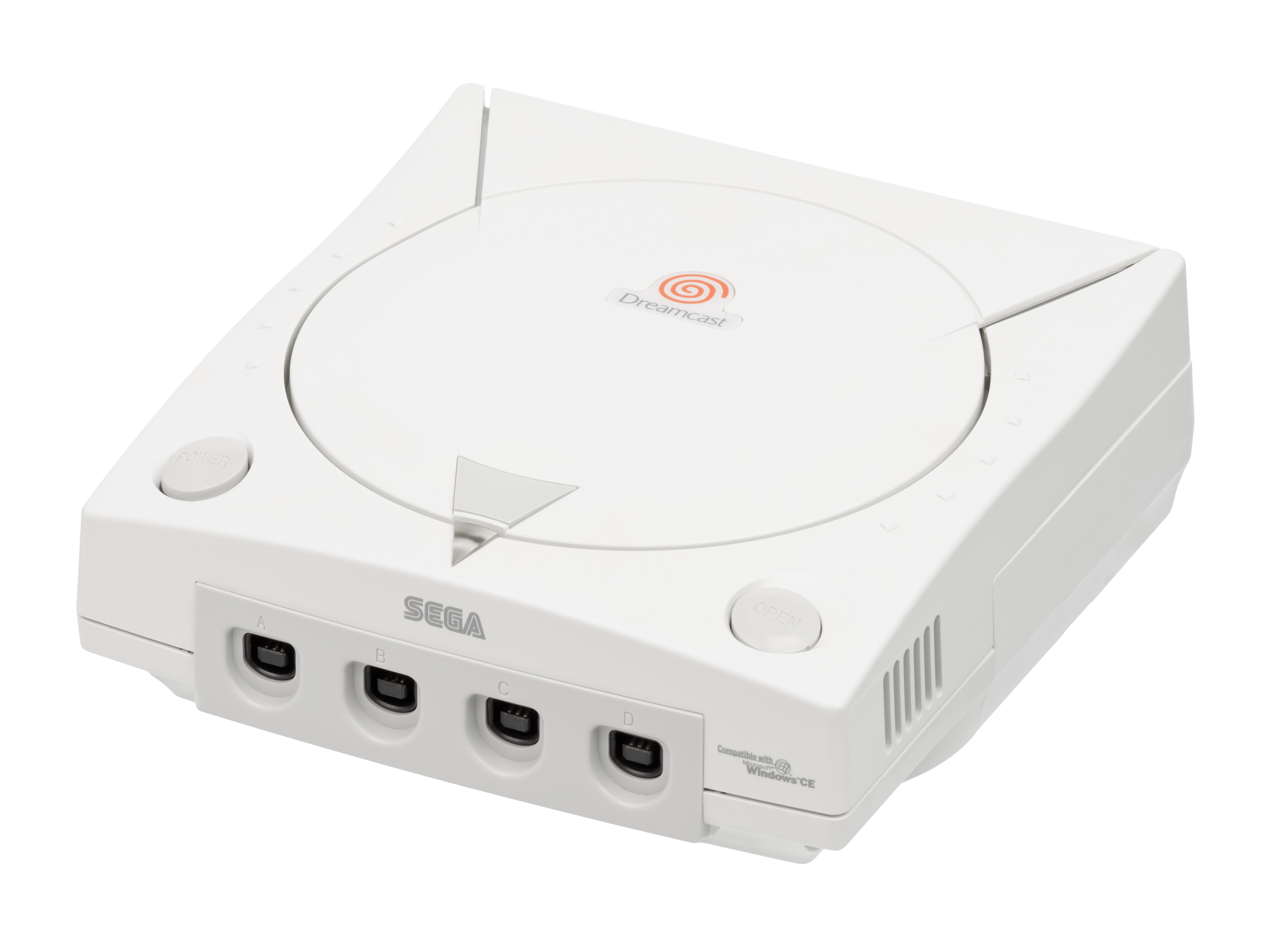
Dreamcast da Sega.

- Sega: tradicional fabricante de arcades, começou no Japão com as consolas SG-1000, SG-1000 Mark II e SC-3000. Teve grande sucesso com a Master System e a Mega Drive. Mas com o grande número de periféricos da Mega Drive, o fracasso da Saturn nos EUA, mesmo com o relativo sucesso do Dreamcast (o primeiro console 128-bit) no mundo, veio a falência devido a concorrência do PlayStation da Sony e outros seguintes fatores: o PlayStation, segundo os programadores de jogos, era muito mais fácil para se programar em 3D, uma vez que o Saturn possuía 3 processadores e, dizem, era dificílimo criar jogos em três dimensões para ele. Os jogos 3D seriam algo que revolucionária os videojogos — porém naquela época eram incipientes. Desse modo, alguns dos melhores jogos 2D de sua geração são para Saturn. Entretanto, desnecessário dizer, o que determinou o mercado foram os poligonais 3D, sendo que o PlayStation criou excelentes jogos tridimensionais e desbancou o Saturn rapidamente. Além da Nintendo, que em 1996 veio com o seu Nintendo 64 que trabalhava com 64 bits, tornando-se assim um console melhor do que o PlayStation e consequentemente, que o Sega Saturn. Os jogos poligonais para Saturn eram sofríveis com adaptações dos arcades como o jogo Virtua Fighter. Quanto ao Dreamcast: embora dona de um dos melhores videogames de sua geração, a Sega não conseguiu mais se estabilizar financeiramente, pois os prejuízos deixados pelo Saturn e a montanha de periféricos para o Mega Drive nunca foram saneados. Desse modo, a Sega passou a dedicar-se apenas a produção de softwares a partir de 2001.
- SNK: fabricava a Neo-Geo, Neo-Geo CD.
- NEC: fabricante da TurboGrafx 16.
- Atari: líder antes do crash de 1983 e da chegada dos japoneses. Fabricou o Pong, a Atari 2600, 5200, 7800, XEGS, a portátil Lynx e a Atari Jaguar, a sua última consola. Saiu do mercado em 1996, hoje fabrica jogos eletrônicos que são rodados por consoles produzidos por outras empresas, ou seja produz apenas softwares.
- Commodore: extinta, fabricante de computadores como o Amiga.
- Coleco: extinta, fabricava a Colecovision.
- Magnavox / Phillips: fabricante do Odyssey e Magnavox Odyssey².
- Mattel: fabricava a Intellivision.
- Milton Bradley Company: Vectrex e Microvision
- Philips: fabricava a CD-i.
- RCA: extinta, fabricante de PCs.
- 3DO: Grupo formado por 7 empresas com licença para a fabricação do console 3DO, dentre as quais a Panasonic foi a que lançou o primeiro modelo 3DO comercialmente.

## Fabricantes do Brasil

### Tectoy

#### Master System Evolution Blue
- Com 132 jogos na memória.

#### Master System Portátil
- Nas cores azul e amarelo e com 30 jogos na memória.

#### MD Play, portátil
- Com 20 jogos na memória.

#### Mega Drive Edição Limitada (2017)
- Com 22 jogos na memória e com suporte aos cartuchos do Mega Drive antigo.

### Dynacom

#### Dynavision II (1989)
- Sistema 8-bits que suporta os cartuchos do Famicon (60 pinos) e NES (75 pinos), console na cor preta.

#### MegaVision (1994)
- Sistema 16-bit que suporta cartuchos de Mega Drive e Master System.

### Gradiente

#### Phantom System (1989)
- Sistema 16-bit que suporta cartuchos de NES e ficou conhecido por ser vendido com o jogo Ghostbusters.

### Diplomat

#### Xplay Vintage
- Com 101 jogos na memória.

#### Xplay Interactive
- Com 89 jogos na memória.

#### Xplay Interactive II
- Com 180 jogos na memória.

### Pega

#### Pegavision
- Portátil, com 76 jogos na memória.

## Cronologia de lançamentos

### Na Europa
Os videojogos encontram-se cada vez mais modernos, porém também mais caros. Contudo, a indústria de jogos e consoles teve uma grande expansão no mercado internacional, e já ocupa a primeira posição na indústria do entretenimento, à frente do cinema e a indústria musical.